# Finta Veche, Dâmbovița
Finta Veche este un sat în comuna Finta din județul Dâmbovița, Muntenia, România.
 Acest articol despre o localitate din județul Dâmbovița este deocamdată un ciot. Puteți ajuta Wikipedia prin completarea lui.